# Sallengrund-Waldwiesen
Koordinaten: 49° 17′ 45″ N, 8° 46′ 40″ O
Das Naturschutzgebiet Sallengrund-Waldwiesen liegt auf dem Gebiet der Gemeinde Dielheim im Rhein-Neckar-Kreis in Baden-Württemberg.
Das Gebiet erstreckt sich südlich von Oberhof und nordöstlich von Unterhof – beide Ortsteile von Dielheim – entlang des Tränkbaches, eines Zuflusses des Leimbaches. Am westlichen Rand des Gebietes verläuft die Kreisstraße K 4178 und am südlichen Rand die Landesstraße L 612.

## Bedeutung
Das 33,3 ha große Gebiet steht seit dem 21. Mai 1986 unter der Kenn-Nummer 2.090 unter Naturschutz. Es handelt sich um eine „grundwasserbeherrschte Talaue mit Feuchtgebietsvegetation der Wälder, Wiesen, Schilf- und Seggenbestände und weiterer Sukzessionsstadien, die bis zum Bruchwald führen.“